# Foo fighter

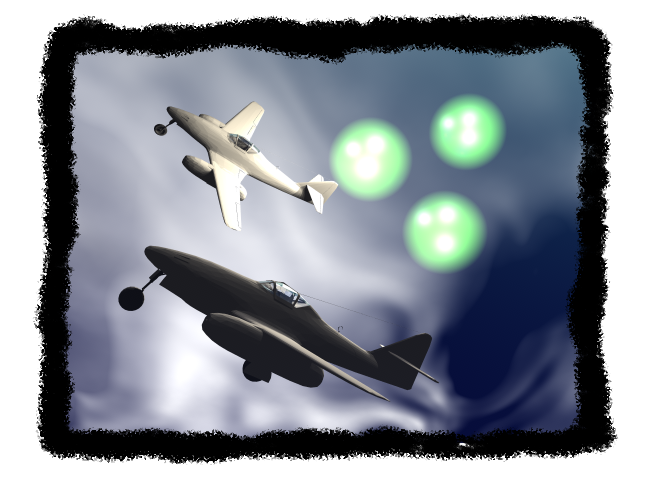
Tres "foo fighters" volando cerca de dos Me 262 (recreación)

El nombre «foo fighter» se deriva a partir de una mala pronunciación de "feu" (fuego en francés), unido a "fighter" (caza en inglés), queriendo significar caza de fuego. Este término fue utilizado por aviadores de la Segunda Guerra Mundial para referirse a ciertos fenómenos aéreos que avistaban regularmente durante sus misiones de combate. Estos eran descritos como esferas de apariencia metálica o bolas luminosas, que aparecían individualmente o en grupos. Aunque muchas veces perseguían o acompañaban a los aviones militares, no existe constancia de que algún foo fighter haya intentado algún tipo de ataque o interacción. Se caracterizaban por su alta velocidad y maniobrabilidad más allá de las posibilidades desarrolladas en la época; los relatos indican que podían acelerar o decelerar instantáneamente, o flotar estacionarios.
Los "foo fighters" fueron observados por pilotos militares británicos, estadounidense, alemanes y japoneses. Los pilotos aliados inicialmente pensaron que podía tratarse de algún arma secreta de los nazis, sin embargo los dirigentes nazis pensaban que era un arma secreta de los Aliados. Se dice que ambos bandos investigaron el fenómeno, y abandonaron las investigaciones al comprobar que no eran una amenaza. 
Los primeros informes surgieron en 1941, por parte de pilotos británicos; los estadounidenses, tras varios avistamientos ocasionales, empezaron a notificarlos regularmente a partir de la entrada en servicio de los cazas nocturnos Northrop P-61 Black Widow. Se cree que los pilotos de estos aviones fueron quienes les dieron el apodo definitivo de “foo fighters”.

## Etimología
El término se originó en la tira cómica surrealista “Smokey Stover”, de Bill Holman, editada a partir de 1935. Smokey Stover, el protagonista, era un bombero que se llamaba a sí mismo un “foo fighter” en lugar de un “fire fighter” (bombero, en inglés). La palabra foo no tiene un significado concreto, ya que Holman acostumbraba repetir frases y palabras sin sentido en la historieta. Al volverse popular la tira, algunas de estas palabras comenzaron a ser usadas por el público y por otros personajes de historieta ("foo" fue usada incluso por el Pato Lucas). Los primeros pilotos en avistar el fenómeno también llamaron a las luces “Kraut fireballs” (bolas de fuego alemanas), ya que pensaban que era un arma de los nazis, pero la expresión "foo fighters" fue la que perduró. Es también posible que el nombre "foo" venga del francés "feu" (IPA: fœ), que significa fuego. Esto se explica si traducimos "foo fighters" como cazas de fuego, pues en un comienzo se creía que eran aviones.

## Teorías y explicaciones
Hay varias teorías que intentaron explicar los foo fighters; la más aceptada es que las luces eran descargas de rayos globulares, un fenómeno que la ciencia aún no ha explicado adecuadamente. Después de la guerra, diversas observaciones de este tipo pasaron a describirse con términos más neutros como OVNI. 
- El fenómeno podría estar basado en la mala interpretación del procedimiento estándar de la Luftwaffe según el cual ciertas baterías antiaéreas cercanas a los aeródromos alemanes disparaban por las noches proyectiles luminosos a intervalos regulares, para facilitar la navegación visual.
- Los defensores de la hipótesis extraterrestre han sugerido que los foo fighters son pruebas de extraterrestres que visitan la Tierra.
- También se ha sugerido que el foo fighter era un avión secreto de la Luftwaffe en forma de disco, apodado el "feuerfighter" por los alemanes, pero como este nombre hipotético es una mezcla de alemán e inglés y no se ha encontrado evidencia de un avión semejante, esta explicación es probablemente una leyenda urbana.
- De la misma manera, la sugerencia de que algunas observaciones nocturnas de foo fighters hayan sido en realidad observaciones del avión cohete alemán Messerschmitt Me 163 Komet no tiene sentido: el Me 163 era completamente inadecuado para operaciones nocturnas ya que sólo tenía combustible para pocos minutos (totalmente insuficiente para entrar en contacto con un enemigo de noche), no llevaba ningún radar de interceptación aerotransportado, y carecía de todo el equipo de vuelo nocturno que habría sido vital para hacer sus característicos aterrizajes nocturnos.
- Se ha sugerido como explicación que pudiera tratarse de un tipo de descarga eléctrica de las alas de los aeroplanos (semejante al Fuego de San Telmo).
- Objetos brillantes en el suelo pueden producir múltiples reflexiones internas en el plástico curvo de la cubierta de la carlinga de un avión, y percibirse por lo tanto como imágenes sobre el horizonte, un fenómeno que ha sido identificado como la explicación de ciertos avistamientos de ovnis desde los aviones.